# Croton gonaivensis
Croton gonaivensis là một loài thực vật có hoa trong họ Đại kích. Loài này được Urban và Ekman mô tả chính thức lần đầu tiên vào năm 1929.